# David Stockton
David Stockton (Spokane, 24 luglio 1991) è un cestista statunitense.
È il figlio di John Stockton e il fratello di Michael Stockton.

## Palmarès
- All-NBDL All-Rookie Second Team (2015)